# Ив II д’Алегр
Ив II де Турзель, барон д'Алегр (фр. Yves II de Tourzel d'Alègre); ок. 1452 — 11 апреля 1512, под Равенной) — французский военачальник, участник Итальянских войн.

## Биография
Сын Жака де Турзеля, барона д'Алегра, советника и камергера короля, и Габриели де Ластик.
Советник и камергер Карла Анжуйского, титулярного короля Неаполя. По завещанию, составленному последним 10 декабря 1481, получил корабль «Сен-Мишель» и 1 000 экю для организации паломничества к Святому Якову.
Генерал-лейтенант Карла VIII и Людовика XII в Италии, капитан ордонансовой роты из сорока копий. Считался одним из лучших французских тактиков своего времени. Участвовал в Итальянском походе 1494—1495. Командуя авангардом, захватил в окрестностях Рима папскую любовницу Джулию Фарнезе со свитой. Получил в качестве выкупа 3 000 скуди.
После завоевания Неаполитанского королевства назначен губернатором Базиликаты. Вместе с братом Франсуа д'Алегром участвовал в битве при Семинаре. Когда вице-король Неаполя Жильбер де Бурбон-Монпансье был осажден с моря, Ив д'Алегр привел на помощь войска из Калабрии и подавил начавшееся в городе возмущение.
Капитан ста дворян Дома короля с 5 марта 1495 по 1500, советник и камергер короля.
В 1499 году участвовал в Итальянском походе Людовика XII, от которого 10 октября получил сеньории в Ломбардии, называемые во французских источниках Пенсоном и Формижером, ренту в 400 ливров вместо доходов с владения Монришар и 6 000 единовременно в награду за отличия при отвоевании Милана, губернатором которого он был назначен.
Командовал французскими войсками в Романье, действовавшими вместе с силами Чезаре Борджа, в 1500 году участвовал во взятии Имолы и Форли и пленении Катерины Сфорца.
Осенью 1500 привел 300 копий и 2 тыс. пехоты для осады Фаэнцы. 24 февраля 1501 вместе с французским и венецианским посланниками заявил официальный протест по поводу очередного преступления папского бастарда — похищения Доротеи Караччоло, жены венецианского пехотного капитана.
Известный своим благородством, Алегр настаивал перед Александром VI на освобождении Катерины, содержавшейся в замке Святого Ангела, где, по слухам, она подвергалась насилию со стороны Чезаре Борджа. Нуждавшийся в союзе с Францией папа был вынужден уступить, отпустив пленницу 26 июля 1501.
В 1501 году участвовал в новом завоевании Неаполя армией Роберта Стюарта д'Обиньи, в которой командовал авангардом. Вступил в конфликт с вице-королём Луи д'Арманьяком по поводу тактики в борьбе с испанцами; в этом споре Алегра поддерживали Баярд и другие командиры. Разногласия между командующими привели к разгрому французов в битве при Чериньоле, где барон командовал арьергардом. Возглавив разбитые войска, Алегр отступил в Гаэту, где выдержал осаду войск Гонсало де Кордовы, нанеся тому два поражения во время крупных вылазок и добившись в 1504 году почетной капитуляции. По возвращении во Францию оказался в немилости, но после восстания Генуи был вновь призван на службу. Отвоевал Савону, где стал губернатором, и еще несколько крепостей.
14 мая 1509 вместе с Баярдом командовал авангардом в битве при Аньяделло. В 1512 году был губернатором Болоньи. 11 апреля под командованием Гастона де Фуа сражался в битве при Равенне. Вместе с Баярдом Алегр опрокинул испанский корпус и перешел в наступление, когда получил известие о гибели старшего сына, находившегося при командующем. Потерявший годом ранее младшего, барон пришел в отчаяние, и с криком «Я за вами, дети мои!» (Je vous suis, mes enfants!) , в одиночку бросился на вражеский строй, и погиб в бою.

## Семья
Жена (1474): Жанна де Шабанн, дочь Жоффруа де Шабанна, сеньора де Ла Палис, и Шарлотты де При, сестра маршала Франции Жака II де Шабанна
Дети:
- Жак д'Алегр (ум. 11.04.1512), сеньор де Виверо, погиб в битве при Павии
- барон Габриель д'Алегр (ум. 27.05.1537/1539). Жена (контракт 26.04.1513): Мари д'Эстутвиль, дочь Жака д'Эстутвиля, сеньора де Бен, и Жилетты де Коэтиви
- Кристоф д'Алегр (ум. после 1547), сеньор де Виверо. Жена (контракт 31.01.1530): Мадлен Лу, дочь Блена Лу, сеньора де Бовуар, и Полы де Пюи
- Жан д'Алегр, сеньор де Сен-Дьери